# 116 км (зупинний пункт, Південно-Західна залізниця)
Платформа 116 км — закритий пасажирський зупинний пункт Конотопської дирекції Південно-Західної залізниці, розташований на дільниці Хутір-Михайлівський — Перемога між зупинним пунктом Вирішальний (відстань 2 км) і станцією Перемога (9 км). Відстань до Хутора-Михайлівського — 12 км.
Офіційно закритий з 15 лютого 2014 року, хоча рух пасажирських поїздів на дільниці був припинений ще за кілька років до того.
Мав код 328723.